# Галерный мастер
Галерный ма́стер — чин 9-го класса в Табели о рангах в русском флоте в XVIII—XIX веках.

## История
Впервые упоминается в документах в 1696 году.
Петровским Морским уставом 1720 года чин не предусматривался, но уже в 1722 году он был закреплён в Табели о рангах и относился к 9-му классу, по нему могло жаловаться потомственное дворянство.
По статусу галерный мастер, согласно Табели о рангах, приравнивался к капитан-лейтенанту флота. Вышестоящим в сюрвайерской службе флота для него был чин корабельного мастера, а нижестоящим — лейтенант флота.
Первоначально чин галерного мастера предназначался для руководителей галерных верфей при столичном и провинциальных адмиралтействах, но вскоре галерных мастеров стали назначать руководить не только галерными, но и вообще любыми мелкими верфями. Также этот чин со временем стали присваивать специалистам понтонного хозяйства в инженерных войсках.
Среди галерных мастеров петровской эпохи славились греки на русской службе Стоматий Савельев, Дмитрий Муцин, Константин Юрьев, Николай Муц, Юрий Антонович Русинов, русский мастер Мокей Черкасов. Также известными галерными мастерами были Андрей Игнатьевич Алатчанинов и Иван Немцов.
В декабре 1826 года чин галерного мастера был упразднён. Приказ Адмиралтейств-коллегии гласил: «корабельные мастера, равно драфцмана и тиммерманы офицерских чинов, переименовываются в корабельные инженеры»